# Арагона
Арагона (итал. Aragona) је насеље у Италији у округу Агриђенто, региону Сицилија.
Према процени из 2011. у насељу је живело 8779 становника. Насеље се налази на надморској висини од 344 м.

## Становништво
Према резултатима пописа становништва 2011. у општини је живело 9.493 становника.
| 1931.  | 1936.  | 1951.  | 1961.  | 1971.  | 1981.  | 1991.  | 2001.  | 2011. |
| ------ | ------ | ------ | ------ | ------ | ------ | ------ | ------ | ----- |
| 11.709 | 12.032 | 14.354 | 12.689 | 12.016 | 10.271 | 10.416 | 10.065 | 9.493 |

## Партнерски градови
- Ла Лувјер